# Catalunya: Revista Literària Quinzenal (revista)
Catalunya: Revista Literària Quinzenal fou una revista publicada a Barcelona entre 1903 i el 1905. Va ser fundada el 15 de gener de 1903 sota la direcció de Josep Carner i Puig-Oriol, el qual es mantindrà en aquest càrrec fins al final de la revista, al 30 de maig de 1905. La revista va publicar un total de 46 números ininterromputs.
Es tractava d'una revista d'aproximadament 45 pàgines que recollia en cada un dels seus números poesies, relats breus i capítols de novel·les que tenien seguiment en els números posteriors. La revista també incloïa en les seves pàgines finals, informacions relacionades amb l'actualitat literària
La revista es va originar en un punt molt important en l'evolució de la cultura catalana. La transició del Modernisme al Noucentisme. El modernisme va ser moviment cultural que fou produït a Europa a finals del segle xix i principis del segle xx. El moviment modernista va arribar al món cultural català gràcies a la creació de revistes que desenvolupaven el moviment. Els autors, poetes i dramaturgs del moviment, posseïen un sentit totalitzador de l'art. Les revistes modernistes qüestionaven els valors establerts, situaven a l'individu com a centre de la majoria de reflexions i portava els conflictes morals i socials a un primer terme. Malgrat que en els escrits publicats a Catalunya: Revista Literària Quinzenal, trobàvem l'esperit noucentista, la revista va mantenir una línia eclèctica que li va permetre de fer pont entre les generacions i les escoles literàries.
Escriptors catalans importants de l'època com Plàcid Vidal, s'hi refereixen a la revista amb elogi: «Catalunya era una de les millors i ben presentades de l'època i solien col·laborar-hi alguns dels autors catalans de més prestigi.»[1] Joan Maragall, en una carta a Pijoan, reconeix que: «No n'hi ha una revista de més pes».

## Història

### Naixement
Entre el 15 de gener de 1903 i el 30 de maig del 1905, apareixen ininterrompudament un total de 46 números. Josep Carner, creador, redactor i director de la revista, volia configurar un programa cultural basat en la defensa de la tradició, el catalanisme burges i el cristianisme, com explica el mateix Carner en una publicació: «Ab més forses que may, serem defensors del sentit tradicional del catalanisme, del art cristia, de la fe, la serenitat y el trevall seguit y sense defalliment. No més aixís nostra revista pot respondre d'una manera integral y forta al gloriós nom de Catalunya, que cobrira ab un mantel d'esplendor les nostres febleses y les nostres ignorancies».[2]
Al llarg dels tres anys de publicació de la revista, podem diferenciar tres etapes ben diferenciades:

#### Primera etapa (núm. 1 - 24)
Aquesta primera etapa de la revista engloba els primers 24 números publicats durant l'any 1903. Aquests números foren publicats amb una periodicitat quinzenal. Està al corrent de l'actualitat cultural i recull de manera àgil les polèmiques del moment. És aquí on la revista desperta més interès en la població catalana.

#### Segona etapa (núm. 25 - 36)
Engloba els 12 números publicats durant l'any 1904. Trobem un model de revista diferent del de la primera etapa. La periodicitat passa a ser mensual i es tracten temes més monogràfics, perdent l'agilitat mostrada a la primera etapa. Es perd la voluntat d'opinió i crítica. A més, durant el segon semestre els números són dobles i bimestrals, la qual cosa agreuja la situació.

#### Tercera etapa (núm. 37 - 46)
A causa de la mala situació i la pèrdua d'interès en la població, l'any 1905 s'inicia una tercera etapa amb la voluntat de retornar al model del 1903. La periodicitat torna a ser quinzenal. El mateix Carner analitza el problema de la segona etapa i justifica el canvi: «La publicació mensual de Catalunya ofereix dos grans obstacles. En primer Iloch, per la mateixa abundor y unitat de matèries de cada número, se dificulta la puntualitat en l'aparició y encara que'ns consten l'amistat y la fidelitat de nostres suscriptors, no era honrat prevaldrens de qualitats agenes per autorisar nostra mancansa. Y, ademés, sortint Catalunya de tart en tart auedava imossibilitada de ostentar en les seves planes la viva, contínua y variada controversia que tant renom li dongué el primer any, y qu'avuy se fa més necessària que may, dats els desordres y les confusions que s'han fet senyors de totes les esferes de la nostra terra.»
Paral·lelament a la publicació de la revista, s'edita una col·lecció de llibres amb la finalitat de fer un regal trimestral als subscriptors. En total se’n publiquen nou.

### Desenllaç
El 30 de maig de 1905, es publica l'últim número de la revista amb una nota del director Josep Carner, on en justificava la desaparició: «...Y si's fes un gran silenci? Els literats catalans ja han mogut una política. Ara que hi ha polítichs, els literats vagin al recolliment, a la tasca ignorada, a un relligiós camí de perfecció que duri temps, molt temps... Tot ens hi porta (...).»[4]. El gramàtic català, Emili Vallès, dubta de les paraules de Carner i considera que aquestes possiblement amaguen l'excusa d'un cansament o d'un problema econòmic.

## Director i col·laboradors

### Director
Josep Carner i Puig-Oriol: (1884 - 1970) Fou el director de Catalunya: Revista Literària Quinzenal durant els 46 números publicats. A part de la seva funció com a director, Carner també va treballar com a redactor en la majoria dels textos anònims publicats, ja que gràcies a l'estil i la ironia utilitzada en ells, ens permeten la seva identificació.

### Col·laboradors
La revista va comptar amb col·laboradors de gran reconeixement que van ajudar la revista a obtenir un reconeixement important, sobretot durant la primera època de la revista, com Joan Maragall, que va ser l'escriptor que més col·laboracions va fer amb la revista.
Respecte als redactors, és difícil determinar qui són en cada moment, ja que la revista tenia un equip de redacció molt ampli. Però es pot afirmar que el veritable grup promotor el formen un grup de joves d'origen universitari que es reuneixen al voltant de Josep Carner:
- Jaume Bofill i Mates: (Olot, Garrotxa, 30 d'agost de 1978 – Barcelona, 2 d'abril de 1933). Fou un polític, periodista i poeta, conegut amb el pseudònim literari de Guerau de Liost. Els seus articles i els seus llibres tingueren un complement en la seva oratòria, de tipus polític, filigranada i precisa.
- Emili Vallès: (Igualada, Anoia, 1878 – Barcelona, 1950). Fou un gramàtic, divulgador de les doctrines gramaticals i lingüístiques de L'IEC. També va realitzar traduccions literàries.
- Joan Alzina i Melis: (Capdepera, Mallorca, 1879 – Madrid, 1979). Fou un metge psiquiatre i assagista, que va coincidir amb Josep Carner quan anà a Barcelona a cursar estudis universitaris.
- Joan Llongueras: (Barcelona, 1880 – Barcelona, 1953). Fou un músic i poeta català. Responsable de la direcció artística de la revista durant el primer any.

Aquests quatre homes, juntament amb Josep Carner, constitueixen el que es pot anomenar “Grup de Carner”. Aquest grup d'intel·lectuals afins, va influir en la societat catalana de l'època, tant en l'àmbit cultural com a nivell més àmpliament social.
En aquesta època, hi havia molts grups universitaris que s'agrupaven i compartien la seva ideologia respecte al Modernisme. Això és pel fet que els universitaris estaven integrats en una petita o mitjana burgesia ciutadana i eren d'ideologia catòlica. Les causes que provoquen la formació de grups universitaris com el de Carner són les que expliquen que a les pàgines de Catalunya s'estableixi el lligam entre un catalanisme de caràcter conservador molt proper a Prat de la Riba i un catolicisme d'arrel torrasibagesiana.